# Cletocamptus merbokensis
Cletocamptus merbokensis is een eenoogkreeftjessoort uit de familie van de Canthocamptidae. De wetenschappelijke naam van de soort is voor het eerst geldig gepubliceerd in 1999 door Gee.